# HD 4208 b
HD 4208 b（固有名:Xolotlan）は、リック・カーネギー系外惑星サーベイのチームがW・M・ケック天文台を用いて発見した太陽系外惑星である。ドップラー分光法で発見されたため下限質量だけのみしか知られていないが、おそらく木星より小さい質量であると考えられている。火星と太陽の間より若干遠い、主星から1.7auの軌道を公転している。軌道離心率は0.04と非常に小さく、軌道はほぼ円である。
2019年、世界中の全ての国または地域に1つの系外惑星系を命名する機会を提供する「IAU100 Name ExoWorldsプロジェクト」において、HD 4208系はニカラグアに割り当てられる惑星系となり、HD 4208 bには神の象徴及び動物の避難場所の象徴であったニカラグアで2番目に大きな湖・ショロトラン湖（マナグア湖）の名前にちなんでXolotlanと名付けられた。